# Çömlekçi, Kiraz
Çömlekçi là một xã thuộc huyện Kiraz, tỉnh İzmir, Thổ Nhĩ Kỳ. Dân số thời điểm năm 2010 là 859 người.